# Barbados 4 - 2 Granada
El 27 de enero de 1994, las selecciones nacionales de fútbol de Barbados y Granada jugaron entre sí como parte de la ronda de clasificación para la Copa del Caribe de 1994. Barbados ganó 4-2 en la prórroga. En los últimos minutos del tiempo reglamentario, ambos equipos intentaron marcar autogoles. El resultado ha sido descrito como "uno de los partidos más extraños de la historia."
En la Copa del Caribe de 1994, los organizadores del torneo implementaron una variante de la regla del gol de oro: el primer gol marcado en la prórroga no solo ganaba el partido, sino que valía dos goles. Además, las reglas establecían que el partido debía tener un ganador: un empate en el tiempo reglamentario implicaba jugar la prórroga.
Barbados necesitaba ganar el partido por un margen de al menos dos goles para clasificarse para el torneo final sobre Granada. Barbados lideró el juego 2-0 hasta que Granada anotó en el minuto 83, poniendo el marcador 2-1. Luego, Barbados anotó deliberadamente un autogol, empatando el juego 2-2, para forzar la prórroga y poder aprovechar la regla del gol de oro para lograr el margen necesario de dos goles. Esto resultó en una situación inusual: durante los últimos tres minutos del partido, Granada intentó anotar en las dos porterías. Cualquier resultado (3-2 en puntos, o 2-3 por diferencia de goles) los habría llevado a la final, mientras que Barbados tendría que defender ambas porterías. Finalmente, Barbados pudo evitar que Granada anotara, lo que obligó a la prórroga. Barbados luego anotó el gol de oro para ganar el partido.
El resultado del partido fue criticado por el entrenador granadino James Clarkson, quien consideró que se había impedido injustamente a su equipo avanzar a la final. Sin embargo, dado que no se habían infringido las reglas del torneo, la FIFA absolvió a Barbados de cualquier irregularidad.

## Antecedentes
La Copa del Caribe de 1994 fue la quinta edición de la Copa del Caribe y se jugó en Trinidad y Tobago. La calificación se llevó a cabo en varios otros lugares del Caribe a principios de 1994. En ese momento, la FIFA había estado probando variaciones en las reglas del torneo, y los organizadores del torneo habían decidido que cualquier partido en el que el marcador estuviera empatado al final de los 90 minutos normales se iría a la prórroga, que contaría con un gol de oro y que, de ser anotado, valdría dos goles. Barbados, Granada y Puerto Rico fueron sorteados en el Grupo 1, y el 23 de enero comenzó el torneo de todos contra todos en Barbados, con el equipo local cayendo 0-1 ante Puerto Rico. Dos días después, Granada derrotó a Puerto Rico 2-0 tras un gol de oro en la prórroga. Esto colocó a Granada en la cima del grupo con tres puntos y una diferencia de goles de +2. Por lo tanto, la única forma en que Barbados podría avanzar a la final sería si pudiera vencer a Granada por un margen de al menos dos goles.
Antes del partido la clasificación era la siguiente:
| Equipo      | PJ | G | P | GF | GC | DG | Puntos |
| ----------- | -- | - | - | -- | -- | -- | ------ |
| Granada     | 1  | 1 | 0 | 2  | 0  | +2 | 3      |
| Puerto Rico | 2  | 1 | 1 | 1  | 2  | −1 | 3      |
| Barbados    | 1  | 0 | 1 | 0  | 1  | −1 | 0      |

## Partido
El partido se jugó en el Estadio Nacional de Barbados en Saint Michael.
El partido comenzó de manera rutinaria y Barbados anotó los dos primeros goles, estableciendo el margen de victoria de dos goles que requerían: en el minuto 83, el juego cambió cuando Granada anotó un gol, lo que llevaría a Granada a la final a menos que Barbados pudiera anotar otra vez.
Barbados intentó anotar durante los siguientes minutos, pero a medida que se agotaba el tiempo cambiaron a una estrategia diferente: empatar el juego para poder intentar lograr el margen de dos goles con el gol de oro en la prórroga. En el minuto 87, dejaron de atacar, y el defensa de Barbados Terry Sealey y el portero Horace Stoute se pasaron el balón antes de que Sealey anotara intencionalmente un autogol para empatar el partido 2-2.
Cuando quedaban solo tres minutos del tiempo reglamentario, los jugadores granadinos se dieron cuenta del plan de los barbadenses y se dieron cuenta de que avanzarían en el torneo anotando un gol en cualquier red, ya que aún clasificarían para la final con una pérdida de 1 gol. Esto hizo que el tiempo reglamentario terminara de una manera muy inusual, con Granada tratando de marcar un gol en (y Barbados tratando de defender) ambas redes. Durante los siguientes tres minutos, los jugadores de Barbados defendieron con éxito a ambos lados.
Como habían expirado los 90 minutos con el marcador 2-2, el juego pasó a la prórroga, donde el gol de oro ganador contaría el doble; por lo tanto, Barbados solo tuvo que anotar una vez para clasificarse para la final. El delantero Trevor Thorne anotó el gol de la victoria y Barbados avanzó a la siguiente ronda con una puntuación de 4-2.
La tabla final fue:
| Equipo      | PJ | G | P | GF | GC | DG | Puntos |
| ----------- | -- | - | - | -- | -- | -- | ------ |
| Barbados    | 2  | 1 | 1 | 4  | 3  | +1 | 3      |
| Granada     | 2  | 1 | 1 | 4  | 4  | 0  | 3      |
| Puerto Rico | 2  | 1 | 1 | 1  | 2  | −1 | 3      |

## Respuesta
El juego no recibió mucha atención, aunque se publicaron informes en el Reino Unido en The Guardian y The Times. Desde entonces, la historia se cuenta en el libro Sports Law de 2005. La falta de atención inmediata al tema puede haber contribuido a que el juego se convirtiera en una especie de leyenda urbana en el deporte.
En una conferencia de prensa posterior al partido, el técnico granadino James Clarkson dijo:

Me siento engañado. La persona que ideó estas reglas debe ser candidata a un manicomio... El juego nunca debe jugarse con tantos jugadores corriendo por el campo confundidos. Nuestros jugadores ni siquiera sabían en qué dirección atacar: nuestra portería o su portería. Nunca he visto que esto suceda antes. En el fútbol, se supone que debes anotar contra los oponentes para ganar, no para ellos.

La regla del doble gol de oro se usó cinco veces durante el transcurso de la clasificación en 1994, y los organizadores de la Copa del Caribe desecharon la regla después del torneo. Aunque el gol en propia puerta de los barbadenses fue muy poco convencional, la FIFA decidió no sancionar al equipo porque estaba jugando de manera óptima dadas las circunstancias.

## Después del partido
Barbados logró el tercer lugar en el Grupo A de la Copa del Caribe de 1994 después de empatar contra Guadalupe y Dominica y perder ante el equipo local Trinidad y Tobago, que ganó el torneo.
| Equipo            | Pld | W | D | L | GF | GA | GD  | Pts |
| ----------------- | --- | - | - | - | -- | -- | --- | --- |
| Trinidad y Tobago | 3   | 2 | 1 | 0 | 7  | 0  | +7  | 7   |
| Guadalupe         | 3   | 1 | 2 | 0 | 7  | 2  | +5  | 5   |
| Barbados          | 3   | 0 | 2 | 1 | 3  | 5  | −2  | 2   |
| Dominica          | 3   | 0 | 1 | 2 | 1  | 11 | −10 | 1   |

| 7 de abril de 1994 | Local | vs. | Visita |  |  |

| 9 de abril de 1994 | Local | vs. | Visita |  |  |

| 11 de abril de 1994 | Local | vs. | Visita |  |  |